# شاربهات
شاربهات  یک منطقهٔ مسکونی در عمان است که در استان ظفار واقع شده‌است.